# بژانوو
بژانوو (به لاتین: Bezhanovo) یک منطقهٔ مسکونی در بلغارستان است که در شهرستان لوکوویت واقع شده‌است.